# Vânătorii Mici (gmina)
Vânătorii Mici – gmina w Rumunii, w okręgu Giurgiu. Obejmuje miejscowości Corbeanca, Cupele, Izvoru, Poiana lui Stângă, Vâlcelele, Vânătorii Mari, Vânătorii Mici i Zădăriciu. W 2011 roku liczyła 4933 mieszkańców. 